# Аккудык (Актюбинская область)
Аккудык (каз. Аққұдық, до 1999 г. — Кредиковка) — село в Хромтауском районе Актюбинской области Казахстана. Административный центр Аккудыкского сельского округа. Код КАТО — 156039100.

## Население
В 1999 году население села составляло 644 человека (331 мужчина и 313 женщин). По данным переписи 2009 года, в селе проживало 476 человек (235 мужчин и 241 женщина).